# Oreophryne geislerorum
Espèce
Synonymes
- Cophixalus geislerorum Boettger, 1892

Statut de conservation UICN

 LC  : Préoccupation mineure
Oreophryne geislerorum est une espèce d'amphibiens de la famille des Microhylidae.

## Répartition
Cette espèce est endémique de Papouasie-Nouvelle-Guinée. Son aire de répartition concerne la côte Est de l'île. Elle est présente jusqu'à 1 400 m d'altitude,.

## Publication originale
- Boettger, 1892 : Katalog der Batrachier-Sammlung im Museum der Senckenbergischen Naturforschenden Gesellshaft in Frankfurt am Main. Frankfurt am Main, Gebrüder Knauer, p. 1-73 (texte intégral).